# Subregiones de Sucre

Subregiones de Sucre.

Subregiones es el nombre con el cual se conoce a las subdivisiones territoriales que conforman el departamento colombiano de Sucre. En total son 5 subregiones que no son relevantes en términos de gobierno, y que fueron creadas para facilitar la administración del departamento, en las que se agrupan los 26 municipios.
Las subregiones de Sucre son las siguientes:

## Subregiones
| Mojana Sucreña              | Montes de María                               | Morrosquillo                                                      | Sabanas | San Jorge                                         |
| --------------------------- | --------------------------------------------- | ----------------------------------------------------------------- | --- | ------------------------------------------------- |
| Guaranda • Majagual • Sucre | Chalán • Colosó • Morroa • Ovejas • Sincelejo | Coveñas • San Antonio de Palmito • San Onofre • Tolú • Tolú Viejo | Buenavista • Corozal • El Roble • Galeras • Los Palmitos • Sampués Sincelejo• San Juan de Betulia • San Pedro • Sincé | Caimito • La Unión • San Benito Abad • San Marcos |